# Сант'Елена (Анкона)
Сант'Елена (итал. Sant'Elena) насеље је у Италији у округу Анкона, региону Марке.
Према процени из 2011. у насељу је живело 32 становника. Насеље се налази на надморској висини од 146 м.